# Ruby on Rails
Ruby on Rails nebo jen Rails je framework pro vývoj webových aplikací napojených na databázi, používající architekturu model-view-controller. Vytvořil jej dánský programátor David Heinemeier Hansson při práci na projektu Basecamp.
Vše v Rails je založeno na jazyce Ruby. Na jazyce Ruby je založen Ajax v šablonách (view), odpovědi v controllerech i architektura aplikace v modelech obalujících databázi. Ke spuštění aplikace je třeba jen databáze.
Mezi základní princip Rails patří Konvence má přednost před konfigurací, tedy že programátor konfiguruje pouze ty části aplikace, které se liší od běžného nastavení. Vytvoří-li tedy např. model Person, aplikace bude data automaticky hledat v tabulce people. Chce-li, aby aplikace načítala data z tabulky staff, musí tak učinit výslovně.
Rails jsou postaveny na bázi architektury model-view-controller, která odděluje části aplikace zodpovědné za čtení a ukládání dat včetně manipulace s nimi (model), za zobrazení grafického rozhraní aplikace (view) a za část přijímající vstupy od uživatele a řídící zobrazení dat na výstupu (controller).

## Základní vlastnosti
- automaticky mapují URL na vnitřní řídící prvky aplikace (routing)
- zajišťují předávání dat mezi controllerem a modelem, mezi controllerem a view
- abstrahují přístup k datům v databázi pomocí mapování záznamů z relační databáze na objekty (pomocí návrhového vzoru ActiveRecord se „řádky“ v databázi převedou na instance objektů, „sloupce“ na jejich atributy)
- obsahují rozsáhlé pomocné knihovny pro snadné generování HTML, pro práci s Ajaxem (využívá javascriptový Framework jQuery (od verze 3.1)), formátování dat a další